# Mohammed Atta

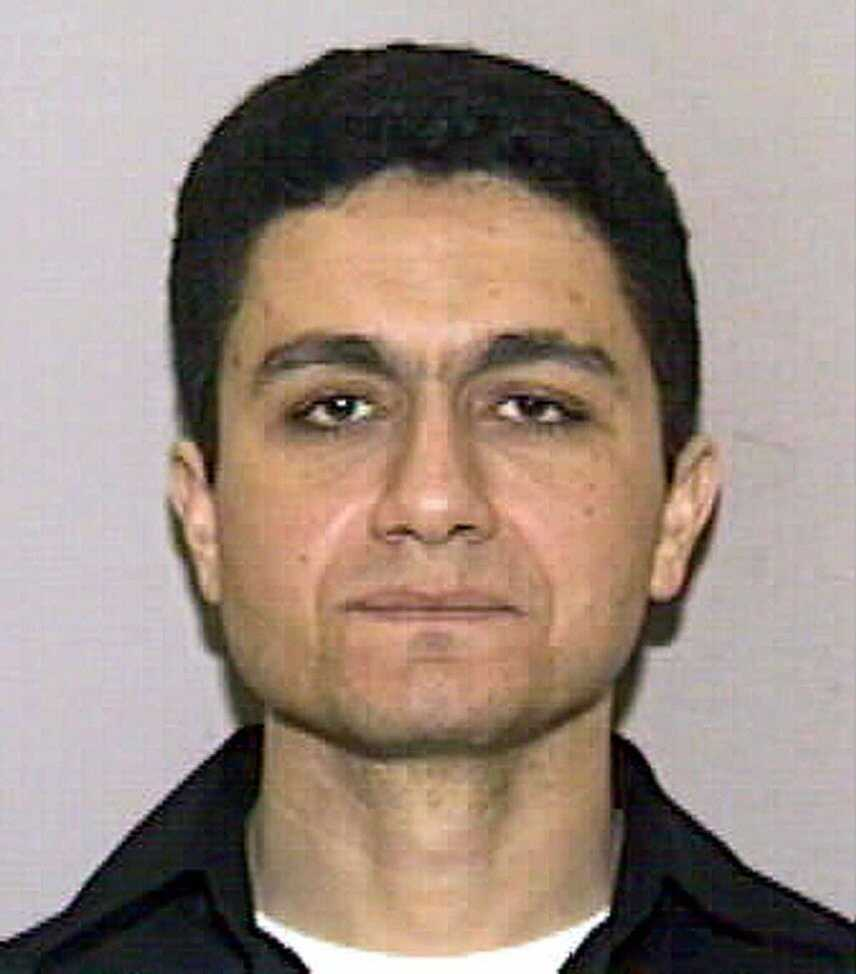
Führerschein-Foto von Mohammed Atta

Mohammed Atta (mit vollem Namen محمد محمد الأمير عوض السيد عطا, DMG Muḥammad Muḥammad al-Āmir ‘Awaḍ as-Sayyid ‘Aṭā'; auch Muḥammad ʿAṭṭā as-Sayyid; * 1. September 1968 in Kafr asch-Schaich, Ägypten; † 11. September 2001 in New York City) war ein ägyptischer islamistischer Terrorist. Er war einer der Attentäter der Terroranschläge am 11. September 2001.

## Leben

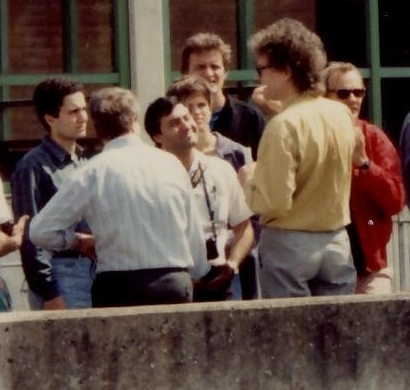
Mohammed Atta als Student im Jahr 1993 in Bremen (links)

Atta wurde in Kafr asch-Schaich geboren, einer ägyptischen Stadt im Nildelta. Sein Vater war Rechtsanwalt. Er besaß auch einen saudi-arabischen Pass. Attas Vater bestritt später jede Verwicklung seines Sohnes in die Anschläge und behauptete, dass dieser bei ihm am Tag danach angerufen habe. Danach habe ihn der Mossad umgebracht; ein Jahr später behauptete der Vater allerdings, dass sein Sohn immer noch lebe und sich vor dem United States Secret Service verstecke.
Mohammed Atta wuchs in Kairo auf, Ende der 1980er Jahre studierte er Architektur an der Universität Kairo und schloss dort 1990 sein Studium mit einem Diplom ab. Danach zog er nach Deutschland und studierte weiter unter dem Namen Mohamed el-Amir von 1992 bis 1999 Städtebau/Stadtplanung an der Technischen Universität Hamburg-Harburg; er beendete das Studium als Diplomingenieur für Stadtplanung. Das Thema der Diplomarbeit war Khareg Bab-en-Nasr. Ein gefährdeter Altstadtteil in Aleppo. Stadtteilentwicklung in einer islamisch-orientalischen Stadt, die Betreuer waren Dittmar Machule und Wolfram Droth. In Hamburg wohnte Atta zunächst als Untermieter bei einem pensionierten Lehrerehepaar. Seine Engstirnigkeit und seine introvertierte Persönlichkeit wurden ihnen jedoch irgendwann zu viel. Nach sechs Monaten legten sie Atta daher nahe, sich eine andere Bleibe zu suchen. Hiernach bewohnte Atta ab 1993 zunächst ein Zimmer eines Studentenwohnheims, bevor er ab Februar 1998 gemeinsam mit anderen in einer Wohnung in Hamburg-Wilhelmsburg zusammenlebte. Von November 1998 bis 2001 wohnte Atta gemeinsam mit Ramzi Binalshibh und Said Bahaji, die mutmaßlich ebenfalls der Hamburger Terrorzelle angehörten, in der Marienstraße 54 im Hamburger Stadtteil Harburg. In der Gruppe spielten Verschwörungstheorien und Antisemitismus eine große Rolle. Im Prozess gegen Mounir al-Motassadeq sagten Zeugen aus, es habe sich alles nur noch um „die Juden“ und Amerika gedreht.
Am 18. Mai 2000 erhielt Atta ein fünf Jahre gültiges Touristen- und Businessvisum (B1/B2) von der US-Botschaft in Berlin, das er am Tag zuvor beantragt hatte. Am 2. Juni 2000 flog er nach Newark im US-Bundesstaat New Jersey. Am dortigen Flughafen erhielt er eine Aufenthaltsgenehmigung für ein halbes Jahr. Atta mietete sich zunächst in einem Appartement in New York City ein. Von Juli bis Dezember 2000 absolvierte er gemeinsam mit Marwan al-Shehhi eine Schnellausbildung für eine private Pilotenlizenz an der Flugschule Huffman Aviation in Venice, Florida. Am 14. August bestand er die Prüfung. Um eine vom 1. September 2000 bis 1. September 2001 dauernde Flugausbildung zum Berufspiloten bei Huffman Aviation beginnen zu können, beantragte Atta, sein Visum in ein Studentenvisum umzuwandeln. Mitte September wechselten al-Shehhi und er zur Flugschule Jones Aviation im rund 30 Kilometer entfernten Sarasota. Beide fielen Anfang Oktober 2000 bei der ersten Stufe in Instrumentenkunde durch, woraufhin sie zu Huffman Aviation nach Venice zurückkehrten. Am 19. Dezember 2000 bestanden sie ihre Prüfung zur Berufspilotenlizenz. Die Kosten für die Pilotenausbildung von Atta und al-Shehhi in Höhe von 114.500 US-Dollar wurden über einen Neffen Chalid Scheich Mohammeds von Dubai aus in die USA überwiesen.
Am 4. Januar 2001 reiste Atta aus den USA aus. Seine Aufenthaltsgenehmigung war zu diesem Zeitpunkt bereits einen Monat abgelaufen. Am 10. Januar kehrte er über Madrid nach Miami in die USA zurück. Keinem der zuständigen Visa-Kontrolleure fiel die einmonatige Aufenthaltsüberschreitung sowie das Fehlen von Bescheinigungen zur Bestätigung von Attas Visumstatus auf, die eigentlich zwingend vorgeschrieben waren. Entsprechend den US-Einreisebestimmungen (U.S.C. § 1182) hätte er keine Einreiseerlaubnis erhalten dürfen. Am 9. Juli 2001 reiste Atta noch einmal nach Europa, um am 17. Juli 2001 erneut von Madrid aus in die USA zurückzukehren.
Im August 2018 wurde bekannt, dass Attas Tochter Hamza bin Laden, einen Sohn Osama bin Ladens, geheiratet haben soll. Die Tochter soll die ägyptische Staatsangehörigkeit haben. Bis zum Bekanntwerden der Hochzeit ging man davon aus, dass Atta keine Nachkommen habe. Er wurde zuvor als „bekennender Junggeselle“ (avowed virgin) dargestellt. In Attas Testament, das er fünf Jahre vor dem Attentat verfasst hatte, erwähnte er keinerlei Angehörige. Das Kind wurde möglicherweise während eines mehrmonatigen Aufenthalts Attas in Afghanistan im Jahr 2000 gezeugt.

## Anschläge des 11. September 2001
Atta war einer der fünf Entführer von American-Airlines-Flug 11, des ersten Flugzeugs, das bei den Terroranschlägen am 11. September 2001 in das World Trade Center in New York gesteuert wurde. Die Boeing 767 schlug um 8:46 Uhr Ortszeit in den Nordturm des Bürokomplexes ein. Die anderen vier Terroristen an Bord des Flugs waren Abdulaziz al-Omari, Satam al-Suquami, Wail al-Shehri und Waleed al-Shehri. Atta war ihr Anführer und flog das Flugzeug. Er kam im Alter von 33 Jahren wie alle Insassen bei dem Anschlag ums Leben. Wie alle Terroristen des 11. Septembers gehörte Atta der dschihadistisch-salafistischen Richtung des Islams an. Sein Testament wurde nach dem Anschlag in einer Reisetasche gefunden, die nicht rechtzeitig umgeladen worden war.

## Rezeption
In der zweiteiligen Miniserie The Path to 9/11 – Wege des Terrors wird Atta von Martin Brody dargestellt. Darin wird der Hergang des Bombenanschlags auf das World Trade Center 1993 und die der Terroranschläge am 11. September 2001 rekonstruiert.